# Ouarizane
Ouarizane (arabe:ﻭﺍﺭﻳﺯﺍﻥ), commune de la wilaya de Relizane, est une petite ville située entre Mazouna et Oued Rhiou, au bord de l'Oued Ouarizane qui lui a donné son nom, oued qui prend sa source à Mazouna et se jette dans le Chélif plus grande rivière d'Algérie.

## Toponymie
Probablement du tamazight Ouar 'sans' 'pas de' 'negation'.
Izzane pourrait être le pluriel de ⵉⵣⵉ  [izi] 'mouche/moustique' mais également forme passive de ⵉⵣⵣⵉ  [izzi] 'griller'  comme dans Ighil-Izzane (Relizane).

## Géographie
La commune de Ouarizane est située sur la partie nord du Bas Chélif entre Mazouna et Oued Rhiou d'une part et entre Sobha et Djdiouia d'autre part. La superficie totale de la commune couvre 60,6 km2, soit 6 060 ha dont 4 000 ha sont exploités en agriculture.

## Urbanisme
Ouarizane est ce qu'on appelle un ancien village colonial construit sur le modèle des villes de l'ouest américain, une rue principale avec des ruelles perpendiculaires, configuration qu'il a gardé jusqu'à l'indépendance de l'Algérie . Aujourd'hui, le village s'est agrandi dans toutes les directions et a presque atteint à l'ouest le croisement de la nationale 90 appelé "Sebbala" (la fontaine en arabe : سبله).
La population communale d'environ 18 000 habitants se répartit en 2/3 de citadins, installés essentiellement au centre bourg et 1/3 de ruraux vivant dans les douars environnants.
Ouarizane vivait et vit encore de l'agriculture (céréales, maraichage, arboriculture fruitière, élevage).
De Ouarizane, on peut rejoindre Aïn Merane (ex Rabelais) par Ouled Ali.

## Histoire

### Époque coloniale française
Durant la conquête de l'Algérie, l'armée française rencontra dans le Haut-Dahra une forte résistance menée par mohab kerfah notamment en 1845/47.

## Culture et Sport
La ville de Ouarizane compte un club de football local: le CRB Ouarizane.

## Proximité des communes limitrophes
La ville est distante de 13km de Oued Rhiou, de 6km de Ouled Ali et 20km de Mazouna